# Jack Curtis
Jack Curtis, nato Jonathan Curtis (San Francisco, 28 maggio 1880 – Hollywood, 16 marzo 1956), è stato un attore statunitense che iniziò la sua lunga carriera cinematografica di caratterista nel 1915, all'epoca del muto, prendendo parte in quarant'anni a quasi 180 film.

## Filmografia
- Mr. Buttles, regia di Joseph Byron Totten - cortometraggio (1915)
- In the Sunset Country, regia di Burton L. King - cortometraggio (1915)
- Graft, regia di George Lessey, Richard Stanton (1915)
- Lydia Gilmore, regia di Hugh Ford e Edwin S. Porter (1915)
- Secret Love, regia di Robert Z. Leonard (1916)
- Two Men of Sandy Bar, regia di Lloyd B. Carleton (1916)
- It Happened in Honolulu, regia di Lynn Reynolds (1916)
- The House of Mirrors, regia di Marshall Farnum e James Ormont (1916)
- The Girl of Lost Lake, regia di Lynn Reynolds (1916)
- The End of the Rainbow, regia di Jeanie Macpherson e Lynn Reynolds (1916)
- God's Crucible, regia di Lynn F. Reynolds (1917)
- Mutiny, regia di Lynn F. Reynolds (1917)
- Until They Get Me, regia di Frank Borzage (1917)
- The Last Rebel, regia di Gilbert P. Hamilton (1918)
- Mr. Logan, U.S.A., regia di Lynn F. Reynolds (1918)
- Il coraggio di Magda (The Courage of Marge O'Doone), regia di David Smith (1920)
- Seeds of Vengeance, regia di Oliver L. Sellers (1920)
- La grande forza (The Big Punch), regia di John Ford (1921)
- His Back Against the Wall, regia di Rowland V. Lee (1922)
- The Strangers' Banquet, regia di Marshall Neilan (1922)
- I predatori (The Spoilers), regia di Lambert Hillyer (1923)
- Times Have Changed, regia di James Flood (1923)
- The Day of Faith, regia di Tod Browning (1923)
- Reno, regia di Rupert Hughes (1923)
- Captain Blood, regia di David Smith (1924)
- The Shadow on the Wall, regia di B. Reeves Eason (1925)
- The Phantom in the House, regia di Phil Rosen (1929)
- Rivista delle nazioni (The Show of Shows), regia di John G. Adolfi (1929)
- Nomadi del canto (Mammy), regia di Michael Curtiz (1930)
- L'avventuriera di Montecarlo (The Woman from Monte Carlo), regia di Michael Curtiz (1932)
- Verso il West! (Westward Ho), regia di Robert N. Bradbury (1935)
- L'oro di Picano Valley (Lawless Range), regia di Robert N. Bradbury (1935)
- Il re dei Pecos (King of the Pecos), regia di Joseph Kane (1936)
- Sins of Man, regia di Otto Brower, Gregory Ratoff (1936)
- Among the Living, regia di Stuart Heisler (1941)
- Two Fisted Justice, regia di Robert Emmett Tansey (1943)
- Salomè, regia di Charles Lamont (1945)